# Gerda Reitwießner
Gerda Reitwießner (geboren am 8. April 1941; gestorben 3. Januar 2023 in Reichelsdorf) war eine deutsche Handballspielerin.

## Vereinskarriere
Über den ESV West und den DJK Bayern kam Gerda Reitwießner zur Mannschaft des 1. FC Nürnberg, wo sie auf dem Großfeld und in der Halle spielte. Die Linkshänderin wurde als Spielmacherin, aber auch auf anderen Positionen eingesetzt. Mit den Nürnbergerinnen wurde sie zehn Mal Deutsche Meisterin.

## Nationalmannschaft
Sie bestritt 61 Länderspiele, bei denen sie 117 Tore warf, für die deutsche Nationalmannschaft.
Mit dem Team nahm sie auch an Turnieren teil, so an der Weltmeisterschaft 1965 und an der Weltmeisterschaft 1971.